# Ivica Matković
Ivica Matković (Spalato, 12 ottobre 1953) è un allenatore di calcio ed ex calciatore croato, di ruolo attaccante.

## Carriera

### Giocatore
Cresciuto nelle giovanili dell'Hajduk Spalato esordì in prima squadra il 18 aprile 1971 nella partita di campionato contro la Dinamo Zagabria. Con i Bili si laureò quattro volte campione jugoslavo e vinse una Coppa di Jugoslavia subentrando, al posto di Branko Oblak, nella finale di ritorno contro la Stella Rossa.

## Palmarès

### Giocatore

#### Competizioni nazionali
- Campionato jugoslavo: 4

Hajduk Spalato: 1970-1971, 1973-1974, 1974-1975, 1978-1979
- Coppa di Jugoslavia: 1

Hajduk Spalato: 1973

### Allenatore

#### Competizioni nazionali
- Coppa di Slovenia: 1

Celje: 2004-2005